# Ingolstadt autóbuszhálózata
Ingolstadt autóbuszhálózata 54 vonalból áll, melyen 232 autóbusz teljesít szolgálatot. Évente 15 millió utast szállítanak el. Üzemeltetője az Ingolstadti Közlekedési Vállalat (Ingolstädter Verkehrsgesellschaft mbH, INVG).

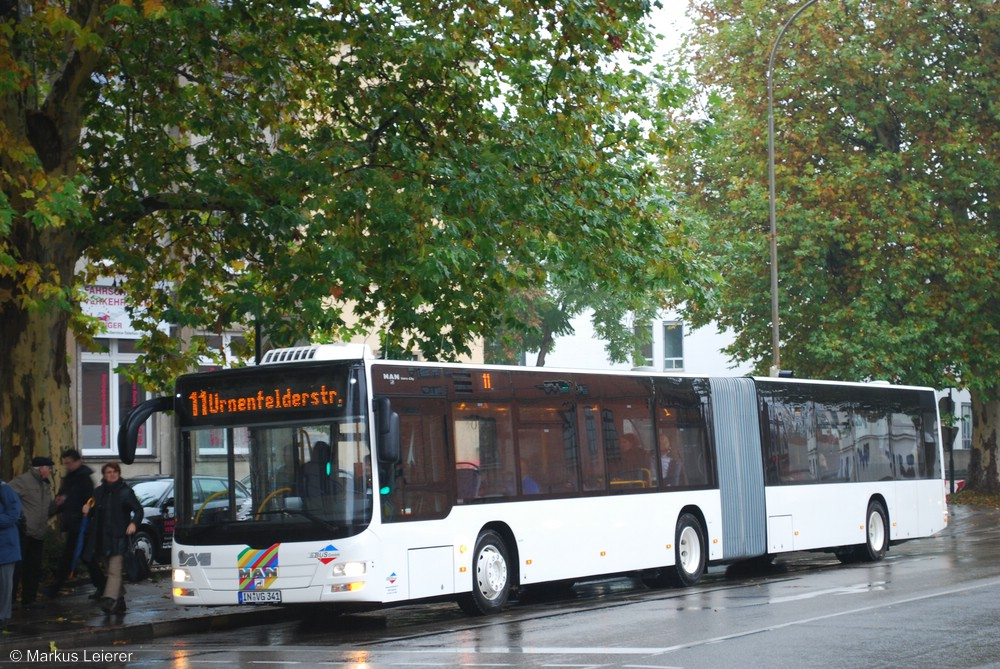
Egy MAN Lion's City G busz Ingolstadtban

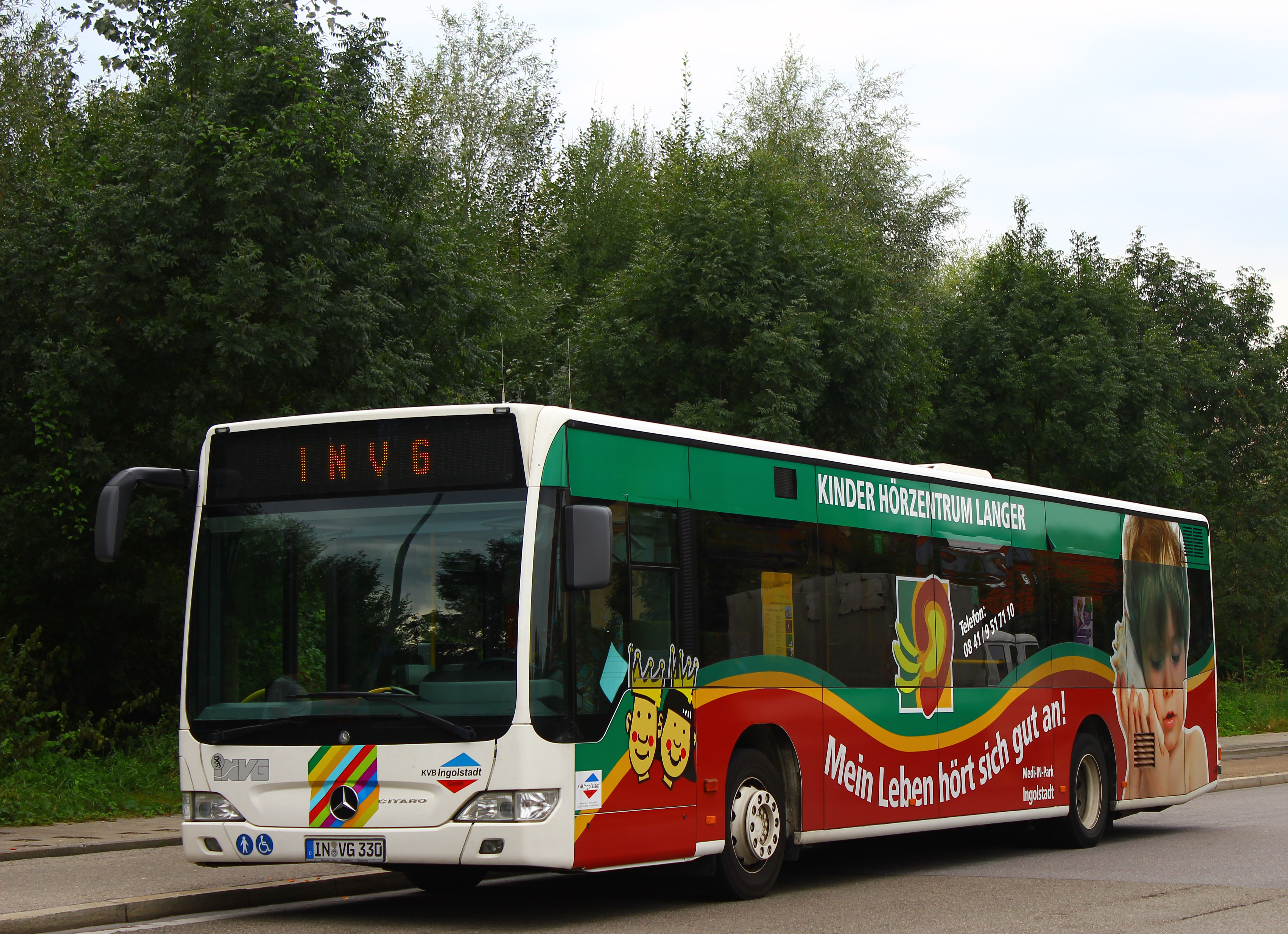
Egy Mercedes-Benz Citaro busz

## Nappali járatok
| Járat | Útvonal | Ütem (hétfő-péntek) |
| ----- | --- | --- |
| 10    | Herschelstraße-ZOB–Hauptbahnhof–Schulzentrum Südwest–Knoglersfreude                                                                        | 15 perces ütem |
| 11    | Audi–ZOB–Hauptbahnhof–Südfriedhof–(Seehof–Urnenfelderstraße-Weiherfeld)                                                                    | 15 perces ütem |
| 15    | Wettstetten–Etting–Audi–Stadtwerke-Nordbahnhof/West-ZOB                                                                                    | (6.00-8.30 és 16.00-18.30: 15 perces ütem), egyébként 30 perces ütem                                                                                          |
| 16    | Klinikum–Westpark–Richard-Strauss-Straße–ZOB–Hauptbahnhof–Unsernherrn–Manching–(Geisenfeld)                                                | 30 perces ütem |
| 17    | Hauptbahnhof Ost-Pionierkaserne-Manchinger Straße-Steinheilstraße                                                                          | 6.30-9.30 és 14.30 (péntek) bzw. 16.00 (hétfő-csütörtök)-18.00 (péntek) bzw. 19.00 (hétfő-csütörtök): 30 perces ütem; lastrichtungsorientiert                 |
| 18    | ZOB-Rathausplatz-Hauptbahnhof-Unsernherrn-Baar-Ebenhausen-Reichertshofen(- Langenbruck)                                                    | 60 perces ütem |
| 20    | (Ingolstadt Village)–Goethestraße–ZOB–Rathausplatz–Ringsee                                                                                 | 15 perces ütem |
| 21    | (MVA)–Mailing–Regensburger Straße–Rathausplatz–Manchinger Straße-Audi Sportpark                                                            | 30 perces ütem |
| 25    | (Pförring)–(Oberdolling)–(Theißing)–(Demling)–Großmehring–ZOB                                                                              | egy járat |
| 26    | (Pförring)-(Vohburg)-(Irsching)-Großmehring-ZOB                                                                                            | egy járat |
| 30    | (Stammham)–(Hepberg)–(Lenting)–Oberhaunstadt–Nordbahnhof/West–ZOB–Universität(Kreuztor)-Rathausplatz–Ringsee–Kothau-Rothenturm-Niederfeld  | 30 perces ütem |
| 31    | Oberhaunstadt–Nordbahnhof/Ost–Rathausplatz–Schulzentrum Südwest–Hauptbahnhof                                                               | egy járat (csak iskolanap) |
| 40    | (Kösching)–Unterhaunstadt–ZOB–Haunwöhr–Hundszell–(Knoglersfreude)                                                                          | 30 perces ütem |
| 41    | Römerstraße–Nordbahnhof/West–ZOB–Rathausplatz–Schulzentrum Südwest–Wallensteinstraße                                                       | egy járat |
| 44    | (Audi GVZ-Hallen)–Audi–Waldeysenstraße-Nordfriedhof–Nordbahnhof/West–ZOB–Hauptbahnhof–Oberbrunnenreuth–Zuchering–Hagau–(Karlshuld–Pöttmes) | 30 perces ütem |
| 50    | (Lippertshofen)–(Gaimersheim)–Friedrichshofen–Klinikum–Degenhartstraße-Universität(Kreuztor)-ZOB–Nordbahnhof                               | 30 perces ütem |
| 51    | ZOB-Sankt Monika-Kälberschüttstraße-Audi Sportpark                                                                                         | 30 perces ütem |
| 52    | ZOB-Rathausplatz-Sankt Monika | 30 perces ütem |
| 53    | Humboldtstraße–Westfriedhof–Universität(Kreuztor)–ZOB                                                                                      | egy járat (csak iskolanap) |
| 55    | Böhmfeld–Lippertshofen–Gaimersheim–Etting–ZOB                                                                                              | egy járat |
| 60    | Irgertsheim-Gerolfing–Klinikum–Haltmayrstraße-Universität(Kreuztor)-ZOB                                                                    | 15 perces ütem (5.00-7.30 és 16.00-18.30 30 perces ütem Irgertsheim és Gerolfing között, egyébként 60 perces ütem)                                            |
| 65    | Tauberfeld–Buxheim–Klinikum–Haltmayrstraße-ZOB                                                                                             | egy járat |
| 70    | Klinikum–Westpark–Richard-Wagner-Straße–Theodor-Heuss-Straße–Goethestraße–Mailing                                                          | 15 perces ütem |
| 85    | Hofstetten–Hitzhofen–Eitensheim–Gaimersheim–Klinikum–Degenhartstraße-ZOB                                                                   | egy járat |
| 111   | Audi - Audi TE | 15 perces ütem (6.30-8.30 és 15.30-18.30) |
| 9221  | (Riedenburg-Bettbrunn)-Kasing-Kösching-Lenting-Oberhaunstadt-Nordbahnhof-ZOB-(Hauptbahnhof)                                                | körülbelül 60 perces ütem, szombat és vasárnap kevesebb |
| 9226  | (Beilngries - Denkendorf) - Appertshofen - Stammham - Hepberg - Lenting - Oberhaunstadt - Nordbahnhof - ZOB - (Hauptbahnhof)               | körülbelül 60 perces ütem, szombat és vasárnap kevesebb, |
| X11   | Schnellbus Hauptbahnhof–Audi-Forum-Audi-TE                                                                                                 | 3 járat 7.07/7.37/8.07 ab HBF |
| X12   | Schnellbus Nordbahnhof/West-Audi TE | egy járat |
| X80   | Schnellbus Eichstätt-Friedrichshofen-Klinikum-Haltmayrstraße-Universität(Kreuztor)-ZOB                                                     | 60 perces ütem, SA: 120 perces ütem, vasárnap nem jár |
| X109  | Ingolstädter Airport Express: Audi-Forum – ZOB – Kurt-Huber-Straße - Flughafen München és zurück                                           | 60 perces ütem |
| S1    | Audi-Ringsee-Unsernherrn-Unterbrunnenreuth-Seehof                                                                                          | műszakváltáshoz igazodva, csak AUDI munkanapokon |
| S2    | Audi-ZOB-Haunwöhr-Knoglersfreude-Hundszell                                                                                                 | műszakváltáshoz igazodva, csak AUDI munkanapokon |
| S4    | Audi-Mittlere Heide-Friedrichshofen-Klinikum-Gerolfing(-Dünzlau-Mühlhausen-Pettenhofen-Irgertsheim)                                        | 6.00-8.00 és 15.30-17.30: 30 perces ütem (lastrichtungsorientiert); Irgertsheim felé: műszakváltáshoz igazodva, csak AUDI munkanapokon                        |
| S5    | Audi-Theodor-Heuss-Straße-Goethestraße-Mailing                                                                                             | műszakváltáshoz igazodva, csak AUDI munkanapokon |
| S6    | Audi-Nordbahnhof/West-Rathausplatz-Hauptbahnhof-Zuchering-Hagau-Karlskron                                                                  | műszakváltáshoz igazodva, csak AUDI munkanapokon |
| S7    | Audi(-Unterhaunstadt)-Kösching(-Kasing) | 6.00-8.00 és 15.30-17.30: 30 perces ütem (lastrichtungsorientiert); Kasing felé, Unterhaunstadton keresztül: műszakváltáshoz igazodva, csak AUDI munkanapokon |
| S8    | Audi(-Oberhaunstadt)-Lenting-Hepberg | 6.00-8.00 és 15.30-17.30: 30 perces ütem (lastrichtungsorientiert); Hepberg felé Oberhaunstadton keresztül: műszakváltáshoz igazodva, csak AUDI munkanapokon  |
| S9    | Audi-Mittlere Heide-Gaimersheim-Lippertshofen                                                                                              | 6.00-8.00 és 15.30-17.30: 30 perces ütem (lastrichtungsorientiert);                                                                                           |